# Tai-Chi in Denmark
|  | Denne artikel er oprettet af botten Steenthbot ud fra en ekstern database. Den kan derfor have sproglige fejl eller mangler. Denne skabelon kan fjernes efter kontrol af indholdet. |

Tai-Chi in Denmark er en dansk eksperimentalfilm fra 1985 instrueret af Thomas M. Lampe.

## Handling
Tai-Chi i bevægelse på Rømø med musik som blev dirigeret af Dancer. De enkelte scener er kædet sammen med symboler som Tai-Chi bevægelser kræver.